# Hüsnü
Hüsnü ist ein türkischer männlicher Vorname arabischer Herkunft mit der Bedeutung „Schöngeist“. Der Name ist abgeleitet von arabisch حسن (husn) mit der Bedeutung „Schönheit“, „Vortrefflichkeit“; die arabische Form des Namens lautet Husni, seltener Hosni.

## Namensträger
- Fazıl Hüsnü Dağlarca (1914–2008), türkischer Dichter
- Hüsnü Doğan (* 1944), türkischer Politiker
- Hüsnü Öndül (* 19**), türkischer Rechtsanwalt und Menschenrechtler
- Hüsnü Özkara (* 1955), türkischer Fußballspieler und -trainer
- Hüsnü Özyeğin (* 1944), türkischer Bankier
- Hasan Hüsnü Saka (1885–1960), türkischer Politiker
- Hüsnü Şenlendirici (* 1976), türkischer Musiker